# Братащук Андрій Олегович
Андрій Олегович Братащук (нар. 8 квітня 1992, Рівне) — український шосейний велогонщик, який виступає на професійному рівні з 2012 року. Двічі срібний призер чемпіонатів України в групових перегонах, учасник світових і європейських першостей в складі української національної збірної, багатоденних гонок вищої категорії «Тур Хайнань» та ін.

## Біографія
Андрій Братащук народився 8 квітня 1992 році в місті Рівне, Україна. Займатися велоспортом почав у місцевій секції рівненського «Динамо», пізніше проходив підготовку в Броварському вищому училищі фізичної культури і київській Школі вищої спортивної майстерності, був підопічним тренерів В. О. Федорчука і В. П. Абаджі.
Дебютував на міжнародному рівні в 2009 році, проїхавши кілька молодіжних гонок в Німеччині.
Професійну кар'єру розпочав у сезоні 2012 року, приєднавшись до київської континентальної команди Kolss Cycling Team. Тоді ж відзначився виступами на «Гран-прі Сочі», «Гран-прі Адигеї», Race Horizon Park, увійшов до трійки кращих молодих гонщиків «Тура Румунії», тоді як в генеральній класифікації цієї багатоденної гонки зайняв 11 місце.
У 2013 році фінішував другим у гонці «Польща — Україна», проїхав кілька інших гонок в Європі першої та другої категорій.
У 2014 році знову став другим в багатоденці «Польща — Україна», крім того, здобув тут перемогу на одному з етапів.
На шосейному чемпіонаті України 2016 року показав четвертий результат в груповій гонці та індивідуальній гонці з роздільним стартом. Потрапивши в основний склад української національної збірної, побував на шосейному чемпіонаті світу в Досі, де зайняв 14 місце в командній гонці з роздільним стартом, а в груповій гонці — зійшов з дистанції. Крім цього, показав другий результат в генеральній класифікації «Тура Малопольського воєводства» в Польщі, повністю проїхав багатоденну гонку вищої категорії «Тур Хайнань» в Китаї.
У 2017 році став срібним призером української національної першості в груповій гонці, пропустивши вперед тільки титулованого Віталія Буца, при цьому в поділі знову фінішував з четвертим часом. Також став другим на «Кубку Мінська», дев'ятим на «Гран-прі Одеси» і «Турі Китаю», знову проїхав «Тур Хайнань», відзначився виступами в китайських гонках першої категорії «Тур озера Тайху» і «Тур Фучжоу».
Коли Kolss припинив своє існування, в 2018 році Андрій Братащук перейшов в румунську континентальну команду Team Novak. У цьому сезоні знову взяв срібло на чемпіонаті України в груповій гонці, поступившись цього разу Олександру Поливоді, і знову став четвертим в поділі.